# Colleen Gleason
Colleen Gleason (Detroit, ...) è una scrittrice statunitense, conosciuta anche come Joss Ware, pseudonimo sotto il quale ha pubblicato la serie I diari delle tenebre.

## Biografia
Colleen Gleason vive vicino a Ann Arbor, nel Michigan, insieme al marito Steve e alle tre figlie. Ha una laurea in Inglese e un MBA dalla University of Michigan. Comincia a scrivere alle elementari, continuando fino al college, e scrive nove storie complete prima di vendere il primo libro di L'eredità dei Gardella, ciclo di romanzi fantasy che tratta le avventure della cacciatrice di vampiri Victoria Gardella Grantworth, a una divisione della casa editrice Penguin Books, che lo pubblica a gennaio 2007. Nei due anni successivi, escono gli altri quattro libri del ciclo, che si conclude a marzo 2009. Nel 2008, scrive un racconto breve, prequel alla serie, dal titolo In Which a Masquerade Ball Unmasks an Undead, pubblicato prima nella raccolta Mammoth Book of Vampire Romance, arrivata in Italia come L'ora dei vampiri, e poi singolarmente come Victoria Gardella: Vampire Slayer. Prima di diventare una scrittrice a tempo pieno, lavora nel campo delle vendite e del marketing per diverse aziende e comincia anche una propria attività nel campo delle assicurazioni.
Nel 2010 comincia la pubblicazione della serie I diari delle tenebre, scritta con lo pseudonimo Joss Ware, della quale l'autrice ha pianificato sei libri. Nel 2011 pubblica la trilogia Regency Draculia.
Scrive anche alcuni racconti brevi: nel 2010 si unisce a Mary Balogh, Susan Krinard e Janet Mullany in un tributo paranormale a Jane Austen, scrivendo il racconto Northanger Castle, con protagonista Victoria Gardella, per il libro Bespelling Jane Austen, che viene pubblicato il 1º ottobre.

## Opere

### Serie

#### L'eredità dei Gardella(The Gardella Vampire Chronicles)
1. Cacciatori di vampiri (The Rest Falls Away, 2 gennaio 2007), Newton & Compton, pp 279, ISBN 978-88-541-0961-2. Uscito in Italia l'8 novembre 2007.
2. La condanna del vampiro (Rises the Night, 2 giugno 2007), Newton & Compton, pp 279, ISBN 978-88-541-1411-1. Uscito in Italia il 19 marzo 2009.
3. La rivolta dei vampiri (The Bleeding Dusk, 5 febbraio 2008[10]), Newton & Compton, pp 285, ISBN 978-88-541-1601-6. Uscito in Italia il 30 luglio 2009.
4. Il crepuscolo dei vampiri (When Twilight Burns, 5 agosto 2008[3]), Newton & Compton, pp 284, ISBN 978-88-541-1610-8. Uscito in Italia l'8 ottobre 2009.
5. Il bacio del vampiro (As Shadows Fade, marzo 2009), Newton & Compton, pp 330, ISBN 978-88-541-1671-9. Uscito in Italia il 25 febbraio 2010.

Il 22 luglio 2013 è uscito un racconto breve intitolato Max sventa una trama (Max Stops the Presses).

#### La saga dei Gardella: Macey(The Gardella Vampire Hunters: Macey)
Spin-off di L'eredità dei Gardella con protagonista Macey Gardella, figlia di Max Denton e erede dei Gardella.
1. Caccia di mezzanotte (Roaring Midnight, giugno 2013), Avid Press, pp. 248. Uscito in Italia il 9 settembre 2014.
2. Caccia nell'ombra (Roaring Shadows, agosto 2015), Avid Press, pp. 268. Uscito in Italia il 10 maggio 2016.
3. Caccia all'alba (Roaring Dawn, luglio 2016), Avid Press, pp. 289. Uscito in Italia il 25 gennaio 2017.

#### La saga dei Gardella: Max Denton(The Gardella Vampire Hunters: Max)
1. La furia dell'alba (Raging Dawn, luglio 2015)
2. La furia dell'inverno (Raging Winter, dicembre 2015)

#### I diari delle tenebre(Envy Chronicles)
1. La lunga notte (Beyond the Night, 2010), Newton & Compton, pp 384, ISBN 978-88-541-2395-3. Uscito in Italia nel 2011.
2. Il bacio della notte (Embrace the Night Eternal, 2010), Newton & Compton, pp 384, ISBN 978-88-541-3138-5. Uscito in Italia nel 2011.
3. La notte dell'abbandono (Abandon the Night, marzo 2010)
4. La notte dell'inganno (Night Betrayed, gennaio 2011)
5. Night Forbidden (31 luglio 2012)
6. Night Resurrected (marzo 2013)[11]
7. Tempted by the Night (5 novembre 2014), storia breve

#### Regency Draculia(The Regency Draculia Series)
1. Patto col Diavolo (The Vampire Voss, 22 marzo 2011[12]), Harlequin Mondadori. Uscito in Italia il 28 ottobre 2011[13][14].
2. Il marchio del Diavolo (The Vampire Dimitri, 19 aprile 2011[12]), Harlequin Mondadori. Uscito in Italia il 30 dicembre 2011[15].
3. Il bacio del Diavolo (The Vampire Narcise, 24 maggio 2011[12]), Harlequin Mondadori. Uscito in Italia il 24 febbraio 2012[16].
4. Vampire of the Caribbean: Tales of Lord Raine St. Albans & Captain Arial Bonny

#### Medieval Herb Garden
1. Lavender Vows (2011)
2. Sanctuary of Roses (15 marzo 2011)
3. A Whisper Of Rosemary (1º aprile 2011)
4. A Lily on the Heath (gennaio 2013)

#### Stoker and Holmes
1. Il caso dello scarabeo meccanico (The Clockwork Scarab, settembre 2013), Avid Press. Uscito in Italia nel 2019.
2. Il mistero della sfera di cristallo (The Spiritglass Charade,ottobre 2014) Avid Press
3. L'enigma della regina di scacchi (The Chess Queen Enigma, ottobre 2015) Avid Press
4. Il segreto del corvo di corniola (he Carnelian Crow,11 luglio 2017) Avid Press
5. The Zeppelin Deception

#### Modern Gothic Mysteries
1. The Shop of Shades and Secrets (maggio 2011)
2. The Cards of Life and Death (agosto 2011)
3. The Gems of Vice and Greed (marzo 2016)

#### Marina Alexander Adventures
1. Siberian Treasure (4 febbraio 2011)
2. Amazon Roulette (aprile 2015)

#### Wicks Hollow Book
1. Sinister Summer (13 febbraio 2017)
2. Sinister Secrets (13 febbraio 2017)
3. Sinister Shadows (27 febbraio 2017)
4. Sinister Sanctuary (2018)

### Racconti brevi
- Dove un ballo in maschera smaschera un vampiro (In Which a Masquerade Ball Unmasks an Undead/Victoria Gardella: Vampire Slayer), Newton & Compton in L'ora dei vampiri (The Mammoth Book of Vampire Romance, 2008), pp 518, ISBN 978-88-541-1602-3. Uscito in Italia il 30 luglio 2009[17].
- Il castello di Northanger (Northanger Castle), in A proposito di Jane Austen (Bespelling Jane Austen, 2011), HarperCollins Italia. Uscito in Italia il 29 aprile 2016.
- What Are You Doing New Year's Eve?, in Countdown to a Kiss (novembre 2012)
- In Which Miss Gardella Receives Three Gifts, in Tiny Treats (novembre 2014)
- Hot Springs Magic (marzo 2015)
- Raging Dawn, in Dark and Damaged (giugno 2015)
- The Rest Falls Away, in Seven Against the Dark (febbraio 2016)
- Sanctuary of Roses, in Warriors of the Heart (agosto 2016)
- Immortal Glamour (Gotham Hollywood Series), in Taming The Vampire Anthology (31 ottobre 2016)

### Altro
- The Naked Truth About Self-Publishing (13 luglio 2013)